# Erzurum
Erzurum je město ve východním Turecku v nadmořské výšce 1950 m. Má 420 tisíc obyvatel (odhad 2005) a je hlavním městem stejnojmenné provincie.

## Historie
Město bylo založeno již v dávných dobách, jeho počátky se datují do 4. tisíciletí př. n. l. Od dob svého založení vystřídalo mnoho vládců, nejdříve staré anatolské kmeny, později od roku 387 Římané (latinský název Theodosiopolis po Theodosiu I.), kteří zde vybudovali strategickou pevnost. V roce 700 Theodosiopolis dobyli Arabové, později v letech 931 a 949 byzantský generál Theophilos Kourkouas město osvobodil a vyhnal z něj Araby, císař Basil II. město v roce 1018 opevnil, po bitvě u Mantzikertu bylo dobyto Seldžuky, později Mongoly a v poslední řadě až Turky (od roku 1514). Pozůstatky po těchto vládcích jsou uchovány v městském archeologickém muzeu. V 19. století sloužil Erzurum jako pevnost před útočícími Rusy ze severu, přesto jej carské Rusko v letech 1829, 1877 a 1916 třikrát obsadilo. Po pádu impéria právě zde Mustafa Kemal Atatürk ustanovil Radu delegátů národa (23. července 1919).

## Významné stavby
- Velká mešita (ještě ze Sulejmanských dob)
- Dvojitý minaret - Cifte Minareli
- Památník turecko-ruské války

## Slavní rodáci
- Armenak Arzrouni (1901–1963) - arménský fotograf
- Cemal Gürsel (1895–1966) - čtvrtý turecký prezident
- Fethullah Gülen (* 1941) - turecký islámský učenec

## Partnerská města
- Tabríz, Írán
- Šuša, Ázerbájdžán
- Orumíje, Írán